# اچ‌ام‌اس بیدفورد (ال۴۳)
اچ‌ام‌اس بیدفورد (ال۴۳) (به انگلیسی: HMS Bideford (L43)) یک کشتی بود که طول آن ۲۸۱ فوت (۸۶ متر) بود. این کشتی در سال ۱۹۳۱ ساخته شد.